# 消せない約束
「消せない約束」（けせないやくそく）は、fumikaの楽曲。2014年7月16日から先行配信が行われた後、同年8月6日に9枚目のシングルとしてよしもとアール・アンド・シーから発売された。

## 解説
東海テレビ・フジテレビ系テレビドラマ『碧の海〜LONG SUMMER〜』主題歌。プロデュースはFUNKY MONKEY BABYS等を手がけてきた田中隼人が務める。
CDシングルは通常盤と「ワンコイン特別盤」と呼称される初回限定盤の2種類がリリース。通常盤のみ「Endless Road」のアコースティックバージョンがカップリング曲として収録される。ワンコイン特別盤のジャケットにはNMB48メンバーの城恵理子、通常盤のジャケットには俳優の徳山秀典とお笑い芸人の尾形貴弘（パンサー）が、いずれも歌詞の内容にちなんで泣き顔で写っている。
PVでは城恵理子がストーリーテラーを務め、インターネットサービス「美人時計」に出演する女性たちが過去の果たせなかった約束などを泣き顔で披露する内容となっている。本曲の歌詞の内容から「いつも笑顔の女性は泣き顔も愛おしいに違いない」として、コラボレーションが実現したという。

## 収録曲
| #  | タイトル                                                                          | 作詞                   | 作曲     | 編曲     | 時間 |
| -- | --------------------------------------------------------------------------------- | ---------------------- | -------- | -------- | ---- |
| 1. | 「消せない約束」(東海テレビ・フジテレビ系昼ドラマ『碧の海〜LONG SUMMER〜』主題歌) | 田中秀典/fumika        | 田中隼人 | 田中隼人 | 5:09 |
| 2. | 「Endless Road (acoustic version)」(通常盤のみ)                                   | fumika/玉井健二/tom. m | 釣俊輔   | Okky     | 4:35 |
| 3. | 「消せない約束 〜Instrumental〜」                                                 |                        |          |          | 5:06 |
| 4. | 「Endless Road (acoustic version) 〜Instrumental〜」(通常盤のみ)                  |                        |          |          | 4:30 |